# Nhà máy điện hạt nhân Onagawa
Nhà máy điện hạt nhân Onagawa (女川原子力発電所 Onagawa genshiryoku hatsudensho) là một nhà máy điện hạt nhân nằm ở Onagawa, Tỉnh Miyagi, Nhật Bản. Nhà máy được quản lý và vận hành bởi Công ty Điện lực Tōhoku. Đây là nhà máy điện hạt nhân có thời gian xây dựng nhanh nhất trên thế giới.
Hiện tại, nhà máy đã ngừng hoạt động sau thảm họa động đất và sóng thần Tōhoku 2011. Nhà máy điện hạt nhân Onagawa đã từng đối mặt rung chấn ở cường độ rất mạnh. Cả ba lò phản ứng tại nhà máy điện hạt nhân đều đứng vững sau trận động đất và sóng thần mà không có bất kỳ sự cố nào xảy ra.